# Città del Kentucky
Lista delle città del Kentucky, Stati Uniti d'America, comprendente tutti i comuni (city) dello Stato.
I dati sono dell'USCB riferiti al censimento del 2000 e ad una stima del 01-07-2007.
| #   | città                | contea       | status | Cens. 2000 | Stima 01-07-07 |
| --- | -------------------- | ------------ | ------ | ---------- | -------------- |
| 1   | Adairville           | Logan        | city   | 920        | 924            |
| 2   | Albany               | Clinton      | city   | 2221       | 2305           |
| 3   | Alexandria           | Campbell     | city   | 8309       | 8477           |
| 4   | Allen                | Floyd        | city   | 150        | 148            |
| 5   | Anchorage            | Jefferson    | city   | 2341       | 2996           |
| 6   | Arlington            | Carlisle     | city   | 394        | 379            |
| 7   | Ashland              | Boyd         | city   | 21942      | 21352          |
| 8   | Auburn               | Logan        | city   | 1447       | 1493           |
| 9   | Audubon Park         | Jefferson    | city   | 1545       | 1613           |
| 10  | Augusta              | Bracken      | city   | 1205       | 1272           |
| 11  | Bancroft             | Jefferson    | city   | 536        | 580            |
| 12  | Barbourmeade         | Jefferson    | city   | 1261       | 1356           |
| 13  | Barbourville         | Knox         | city   | 3588       | 3576           |
| 14  | Bardstown            | Nelson       | city   | 10809      | 11150          |
| 15  | Bardwell             | Carlisle     | city   | 798        | 769            |
| 16  | Barlow               | Ballard      | city   | 719        | 713            |
| 17  | Beattyville          | Lee          | city   | 1194       | 1113           |
| 18  | Beaver Dam           | Ohio         | city   | 3064       | 3113           |
| 19  | Bedford              | Trimble      | city   | 675        | 741            |
| 20  | Beechwood Village    | Jefferson    | city   | 1182       | 1229           |
| 21  | Bellefonte           | Greenup      | city   | 836        | 843            |
| 22  | Bellemeade           | Jefferson    | city   | 871        | 923            |
| 23  | Bellevue             | Campbell     | city   | 6466       | 5887           |
| 24  | Bellewood            | Jefferson    | city   | 304        | 320            |
| 25  | Benham               | Harlan       | city   | 595        | 538            |
| 26  | Benton               | Marshall     | city   | 4343       | 4380           |
| 27  | Berea                | Madison      | city   | 11328      | 14159          |
| 28  | Berry                | Harrison     | city   | 310        | 306            |
| 29  | Blackey              | Letcher      | city   | 152        | 141            |
| 30  | Blaine               | Lawrence     | city   | 245        | 256            |
| 31  | Bloomfield           | Nelson       | city   | 857        | 886            |
| 32  | Blue Ridge Manor     | Jefferson    | city   | 623        | 659            |
| 33  | Bonnieville          | Hart         | city   | 355        | 364            |
| 34  | Booneville           | Owsley       | city   | 155        | 147            |
| 35  | Bowling Green        | Warren       | city   | 49483      | 54244          |
| 36  | Bradfordsville       | Marion       | city   | 305        | 320            |
| 37  | Brandenburg          | Meade        | city   | 2071       | 2157           |
| 38  | Breckinridge Center  | Union        | CDP    | 1874       |                |
| 39  | Bremen               | Muhlenberg   | city   | 365        | 360            |
| 40  | Briarwood            | Jefferson    | city   | 554        | 579            |
| 41  | Brodhead             | Rockcastle   | city   | 1196       | 1192           |
| 42  | Broeck Pointe        | Jefferson    | city   | 294        | 315            |
| 43  | Bromley              | Kenton       | city   | 839        | 771            |
| 44  | Brooks               | Bullitt      | CDP    | 2678       |                |
| 45  | Brooksville          | Bracken      | city   | 587        | 568            |
| 46  | Brownsboro Farm      | Jefferson    | city   | 673        | 719            |
| 47  | Brownsboro Village   | Jefferson    | city   | 318        | 331            |
| 48  | Brownsville          | Edmonson     | city   | 1016       | 1035           |
| 49  | Buckhorn             | Perry        | city   | 149        | 148            |
| 50  | Buckner              | Oldham       | CDP    | 4000       |                |
| 51  | Burgin               | Mercer       | city   | 916        | 913            |
| 52  | Burkesville          | Cumberland   | city   | 1757       | 1693           |
| 53  | Burlington           | Boone        | CDP    | 10779      |                |
| 54  | Burnside             | Pulaski      | city   | 639        | 683            |
| 55  | Butler               | Pendleton    | city   | 616        | 631            |
| 56  | Cadiz                | Trigg        | city   | 2373       | 2596           |
| 57  | Calhoun              | McLean       | city   | 839        | 795            |
| 58  | California           | Campbell     | city   | 86         | 82             |
| 59  | Calvert City         | Marshall     | city   | 2711       | 2771           |
| 60  | Camargo              | Montgomery   | city   | 927        | 981            |
| 61  | Cambridge            | Jefferson    | city   | 192        | 200            |
| 62  | Campbellsburg        | Henry        | city   | 704        | 698            |
| 63  | Campbellsville       | Taylor       | city   | 10468      | 10947          |
| 64  | Campton              | Wolfe        | city   | 415        | 408            |
| 65  | Caneyville           | Grayson      | city   | 628        | 657            |
| 66  | Carlisle             | Nicholas     | city   | 2130       | 2104           |
| 67  | Carrollton           | Carroll      | city   | 3847       | 3887           |
| 68  | Carrsville           | Livingston   | city   | 74         | 72             |
| 69  | Catlettsburg         | Boyd         | city   | 1954       | 1966           |
| 70  | Cave City            | Barren       | city   | 1988       | 1994           |
| 71  | Centertown           | Ohio         | city   | 416        | 424            |
| 72  | Central City         | Muhlenberg   | city   | 5888       | 5734           |
| 73  | Clarkson             | Grayson      | city   | 795        | 831            |
| 74  | Claryville           | Campbell     | CDP    | 2588       |                |
| 75  | Clay City            | Powell       | city   | 1307       | 1160           |
| 76  | Clay                 | Webster      | city   | 1179       | 1356           |
| 77  | Clinton              | Hickman      | city   | 1411       | 1331           |
| 78  | Cloverport           | Breckinridge | city   | 1257       | 1236           |
| 79  | Coal Run Village     | Pike         | city   | 576        | 537            |
| 80  | Cold Spring          | Campbell     | city   | 3904       | 5723           |
| 81  | Coldstream           | Jefferson    | city   | 957        | 1024           |
| 82  | Columbia             | Adair        | city   | 4146       | 4236           |
| 83  | Columbus             | Hickman      | city   | 228        | 214            |
| 84  | Concord              | Lewis        | city   | 28         | 27             |
| 85  | Corbin               | Whitley      | city   | 7955       | 8344           |
| 86  | Corinth              | Grant        | city   | 183        | 191            |
| 87  | Corydon              | Henderson    | city   | 744        | 780            |
| 88  | Covington            | Kenton       | city   | 43411      | 43062          |
| 89  | Crab Orchard         | Lincoln      | city   | 844        | 862            |
| 90  | Creekside            | Jefferson    | city   | 350        | 374            |
| 91  | Crescent Springs     | Kenton       | city   | 3936       | 4030           |
| 92  | Crestview            | Campbell     | city   | 471        | 453            |
| 93  | Crestview Hills      | Kenton       | city   | 2924       | 3604           |
| 94  | Crestwood            | Oldham       | city   | 2098       | 2910           |
| 95  | Crittenden           | Grant        | city   | 2440       | 2605           |
| 96  | Crofton              | Christian    | city   | 864        | 997            |
| 97  | Crossgate            | Jefferson    | city   | 251        | 265            |
| 98  | Cumberland           | Harlan       | city   | 2510       | 2291           |
| 99  | Cynthiana            | Harrison     | city   | 6328       | 6272           |
| 100 | Danville             | Boyle        | city   | 15465      | 15441          |
| 101 | Dawson Springs       | Hopkins      | city   | 2976       | 2908           |
| 102 | Dayton               | Campbell     | city   | 5955       | 5477           |
| 103 | Dixon                | Webster      | city   | 612        | 620            |
| 104 | Douglass Hills       | Jefferson    | city   | 5567       | 5810           |
| 105 | Dover                | Mason        | city   | 316        | 325            |
| 106 | Drakesboro           | Muhlenberg   | city   | 628        | 620            |
| 107 | Druid Hills          | Jefferson    | city   | 318        | 335            |
| 108 | Dry Ridge            | Grant        | city   | 2078       | 2200           |
| 109 | Earlington           | Hopkins      | city   | 1644       | 1574           |
| 110 | East Bernstadt       | Laurel       | CDP    | 774        |                |
| 111 | Eddyville            | Lyon         | city   | 2355       | 2406           |
| 112 | Edgewood             | Kenton       | city   | 9388       | 8891           |
| 113 | Edmonton             | Metcalfe     | city   | 1580       | 1638           |
| 114 | Ekron                | Meade        | city   | 171        | 165            |
| 115 | Elizabethtown        | Hardin       | city   | 22605      | 23777          |
| 116 | Elkhorn City         | Pike         | city   | 1060       | 1009           |
| 117 | Elkton               | Todd         | city   | 1980       | 1961           |
| 118 | Elsmere              | Kenton       | city   | 8155       | 7892           |
| 119 | Eminence             | Henry        | city   | 2229       | 2219           |
| 120 | Erlanger             | Kenton       | city   | 16692      | 17111          |
| 121 | Eubank               | Pulaski      | city   | 359        | 373            |
| 122 | Evarts               | Harlan       | city   | 1111       | 1042           |
| 123 | Ewing                | Fleming      | city   | 282        | 291            |
| 124 | Fairfield            | Nelson       | city   | 72         | 77             |
| 125 | Fairview             | Kenton       | city   | 156        | 142            |
| 126 | Falmouth             | Pendleton    | city   | 2069       | 2076           |
| 127 | Ferguson             | Pulaski      | city   | 881        | 925            |
| 128 | Fincastle            | Jefferson    | city   | 826        | 886            |
| 129 | Flatwoods            | Greenup      | city   | 7589       | 7617           |
| 130 | Fleming-Neon         | Letcher      | city   | 839        | 793            |
| 131 | Flemingsburg         | Fleming      | city   | 3023       | 2673           |
| 132 | Florence             | Boone        | city   | 23738      | 27281          |
| 133 | Fordsville           | Ohio         | city   | 532        | 543            |
| 134 | Forest Hills         | Jefferson    | city   | 495        | 556            |
| 135 | Fort Campbell North  | Christian    | CDP    | 14338      |                |
| 136 | Fort Knox            | Meade        | CDP    | 12377      |                |
| 137 | Fort Mitchell        | Kenton       | city   | 8077       | 7556           |
| 138 | Fort Thomas          | Campbell     | city   | 16478      | 15298          |
| 139 | Fort Wright          | Kenton       | city   | 5677       | 5440           |
| 140 | Fountain Run         | Monroe       | city   | 244        | 241            |
| 141 | Fox Chase            | Bullitt      | city   | 479        | 510            |
| 142 | Frankfort            | Franklin     | city   | 27769      | 27098          |
| 143 | Franklin             | Simpson      | city   | 8116       | 8019           |
| 144 | Fredonia             | Caldwell     | city   | 419        | 411            |
| 145 | Frenchburg           | Menifee      | city   | 555        | 564            |
| 146 | Fulton               | Fulton       | city   | 2759       | 2413           |
| 147 | Gamaliel             | Monroe       | city   | 438        | 431            |
| 148 | Georgetown           | Scott        | city   | 18484      | 21074          |
| 149 | Germantown           | Bracken      | city   | 147        | 132            |
| 150 | Ghent                | Carroll      | city   | 372        | 387            |
| 151 | Glasgow              | Barren       | city   | 13071      | 14202          |
| 152 | Glencoe              | Gallatin     | city   | 247        | 376            |
| 153 | Glenview             | Jefferson    | city   | 562        | 795            |
| 154 | Glenview Hills       | Jefferson    | city   | 337        | 363            |
| 155 | Glenview Manor       | Jefferson    | city   | 191        | 210            |
| 156 | Goose Creek          | Jefferson    | city   | 272        | 288            |
| 157 | Goshen               | Oldham       | city   | 943        | 981            |
| 158 | Grand Rivers         | Livingston   | city   | 343        | 334            |
| 159 | Gratz                | Owen         | city   | 89         | 94             |
| 160 | Graymoor-Devondale   | Jefferson    | city   | 2926       | 3089           |
| 161 | Grayson              | Carter       | city   | 3887       | 3991           |
| 162 | Green Spring         | Jefferson    | city   | 760        | 2395           |
| 163 | Greensburg           | Green        | city   | 2402       | 831            |
| 164 | Greenup              | Greenup      | city   | 1195       | 1185           |
| 165 | Greenville           | Muhlenberg   | city   | 4387       | 4252           |
| 166 | Guthrie              | Todd         | city   | 1465       | 1438           |
| 167 | Hanson               | Hopkins      | city   | 594        | 584            |
| 168 | Hardin               | Marshall     | city   | 564        | 574            |
| 169 | Hardinsburg          | Breckinridge | city   | 2347       | 2431           |
| 170 | Harlan               | Harlan       | city   | 2065       | 1880           |
| 171 | Harrodsburg          | Mercer       | city   | 8099       | 8165           |
| 172 | Hartford             | Ohio         | city   | 2571       | 2641           |
| 173 | Hawesville           | Hancock      | city   | 974        | 978            |
| 174 | Hazard               | Perry        | city   | 4860       | 4789           |
| 175 | Hazel                | Calloway     | city   | 440        | 458            |
| 176 | Hebron Estates       | Bullitt      | city   | 1105       | 1170           |
| 177 | Henderson            | Henderson    | city   | 27474      | 27768          |
| 178 | Hendron              | McCracken    | CDP    | 4239       |                |
| 179 | Heritage Creek       | Jefferson    | city   |            | 1648           |
| 180 | Hickman              | Fulton       | city   | 2544       | 2227           |
| 181 | Hickory Hill         | Jefferson    | city   | 144        | 153            |
| 182 | Highland Heights     | Campbell     | city   | 6062       | 5736           |
| 183 | Hills and Dales      | Jefferson    | city   | 153        | 173            |
| 184 | Hillview             | Bullitt      | city   | 7077       | 7503           |
| 185 | Hindman              | Knott        | city   | 785        | 759            |
| 186 | Hodgenville          | Larue        | city   | 2880       | 2779           |
| 187 | Hollow Creek         | Jefferson    | city   | 815        | 873            |
| 188 | Hollyvilla           | Jefferson    | city   | 482        | 545            |
| 189 | Hopkinsville         | Christian    | city   | 30054      | 31638          |
| 190 | Horse Cave           | Hart         | city   | 2261       | 2312           |
| 191 | Houston Acres        | Jefferson    | city   | 491        | 524            |
| 192 | Hunters Hollow       | Bullitt      | city   | 372        | 392            |
| 193 | Hurstbourne Acres    | Jefferson    | city   | 1486       | 4240           |
| 194 | Hurstbourne          | Jefferson    | city   | 3878       | 1573           |
| 195 | Hustonville          | Lincoln      | city   | 348        | 354            |
| 196 | Hyden                | Leslie       | city   | 204        | 193            |
| 197 | Independence         | Kenton       | city   | 15169      | 21202          |
| 198 | Indian Hills         | Jefferson    | city   | 2900       | 3290           |
| 199 | Inez                 | Martin       | city   | 476        | 436            |
| 200 | Irvine               | Estill       | city   | 2839       | 2678           |
| 201 | Irvington            | Breckinridge | city   | 1261       | 1397           |
| 202 | Island               | McLean       | city   | 437        | 428            |
| 203 | Jackson              | Breathitt    | city   | 2505       | 2371           |
| 204 | Jamestown            | Russell      | city   | 1629       | 1728           |
| 205 | Jeffersontown        | Jefferson    | city   | 26459      | 26152          |
| 206 | Jeffersonville       | Montgomery   | city   | 1809       | 1917           |
| 207 | Jenkins              | Letcher      | city   | 2395       | 2256           |
| 208 | Junction City        | Boyle        | city   | 2197       | 2198           |
| 209 | Kenton Vale          | Kenton       | city   | 156        | 144            |
| 210 | Kevil                | Ballard      | city   | 575        | 574            |
| 211 | Kingsley             | Jefferson    | city   | 398        | 415            |
| 212 | Kuttawa              | Lyon         | city   | 619        | 642            |
| 213 | LaCenter             | Ballard      | city   | 1040       | 1037           |
| 214 | La Grange            | Oldham       | city   | 5710       | 223            |
| 215 | LaFayette            | Christian    | city   | 194        | 6290           |
| 216 | Lakeside Park        | Kenton       | city   | 2867       | 2678           |
| 217 | Lakeview Heights     | Rowan        | city   | 250        | 244            |
| 218 | Lancaster            | Garrard      | city   | 3827       | 4395           |
| 219 | Langdon Place        | Jefferson    | city   | 975        | 1043           |
| 220 | Latonia Lakes        | Kenton       | CDP    | 324        |                |
| 221 | Lawrenceburg         | Anderson     | city   | 9103       | 9926           |
| 222 | Lebanon              | Marion       | city   | 5798       | 5931           |
| 223 | Lebanon Junction     | Bullitt      | city   | 1807       | 1990           |
| 224 | Ledbetter            | Livingston   | CDP    | 1700       |                |
| 225 | Leitchfield          | Grayson      | city   | 6233       | 6504           |
| 226 | Lewisburg            | Logan        | city   | 906        | 916            |
| 227 | Lewisport            | Hancock      | city   | 1644       | 1651           |
| 228 | Lexington            | Fayette      | town   | 260945     | 279044         |
| 229 | Liberty              | Casey        | city   | 1850       | 1880           |
| 230 | Lincolnshire         | Jefferson    | city   | 154        | 163            |
| 231 | Livermore            | McLean       | city   | 1483       | 1439           |
| 232 | Livingston           | Rockcastle   | city   | 228        | 226            |
| 233 | London               | Laurel       | city   | 7442       | 7933           |
| 234 | Lone Oak             | McCracken    | city   | 453        | 437            |
| 235 | Loretto              | Marion       | city   | 623        | 650            |
| 236 | Louisa               | Lawrence     | city   | 2016       | 2071           |
| 237 | Louisville           | Jefferson    | town   | 551522     | 557789         |
| 238 | Loyall               | Harlan       | city   | 761        | 710            |
| 239 | Ludlow               | Kenton       | city   | 4402       | 4831           |
| 240 | Lynch                | Harlan       | city   | 894        | 828            |
| 241 | Lyndon               | Jefferson    | city   | 10173      | 10862          |
| 242 | Lynnview             | Jefferson    | city   | 965        | 1006           |
| 243 | Mackville            | Washington   | city   | 206        | 217            |
| 244 | Madisonville         | Hopkins      | city   | 19324      | 19076          |
| 245 | Manchester           | Clay         | city   | 2064       | 1933           |
| 246 | Manor Creek          | Jefferson    | city   | 221        | 238            |
| 247 | Marion               | Crittenden   | city   | 3201       | 3069           |
| 248 | Martin               | Floyd        | city   | 645        | 633            |
| 249 | Maryhill Estates     | Jefferson    | city   | 175        | 187            |
| 250 | Masonville           | Daviess      | CDP    | 1075       |                |
| 251 | Massac               | McCracken    | CDP    | 3888       |                |
| 252 | Mayfield             | Graves       | city   | 10358      | 10225          |
| 253 | Maysville            | Mason        | city   | 8991       | 9159           |
| 254 | McHenry              | Ohio         | city   | 921        |                |
| 255 | McKee                | Jackson      | city   | 765        | 819            |
| 256 | McRoberts            | Letcher      | CDP    | 146        | 150            |
| 257 | Meadow Vale          | Jefferson    | city   | 765        | 819            |
| 258 | Meadowbrook Farm     | Jefferson    | city   | 146        | 150            |
| 259 | Meadowview Estates   | Jefferson    | city   | 422        | 439            |
| 260 | Melbourne            | Campbell     | city   | 457        | 449            |
| 261 | Mentor               | Campbell     | city   | 175        | 166            |
| 262 | Middlesborough       | Bell         | city   | 10376      | 9917           |
| 263 | Middletown           | Jefferson    | city   | 5860       | 6728           |
| 264 | Midway               | Woodford     | city   | 1627       | 1603           |
| 265 | Millersburg          | Bourbon      | city   | 878        | 864            |
| 266 | Milton               | Trimble      | city   | 542        | 593            |
| 267 | Minor Lane Heights   | Jefferson    | CDP    | 1440       |                |
| 268 | Mockingbird Valley   | Jefferson    | city   | 189        | 226            |
| 269 | Monterey             | Owen         | city   | 167        | 176            |
| 270 | Monticello           | Wayne        | city   | 5997       | 6169           |
| 271 | Moorland             | Jefferson    | city   | 464        | 486            |
| 272 | Morehead             | Rowan        | city   | 7585       | 7642           |
| 273 | Morganfield          | Union        | city   | 3481       | 3310           |
| 274 | Morgantown           | Butler       | city   | 2543       | 2568           |
| 275 | Mortons Gap          | Hopkins      | city   | 956        | 938            |
| 276 | Mount Olivet         | Robertson    | city   | 288        | 277            |
| 277 | Mount Sterling       | Montgomery   | city   | 5928       | 6782           |
| 278 | Mount Vernon         | Rockcastle   | city   | 2598       | 2595           |
| 279 | Mount Washington     | Bullitt      | city   | 8738       | 11883          |
| 280 | Muldraugh            | Meade        | city   | 1309       | 1253           |
| 281 | Munfordville         | Hart         | city   | 1568       | 1601           |
| 282 | Murray               | Calloway     | city   | 14989      | 16339          |
| 283 | Murray Hill          | Jefferson    | city   | 616        | 648            |
| 284 | Nebo                 | Hopkins      | city   | 220        | 217            |
| 285 | New Castle           | Henry        | city   | 918        | 910            |
| 286 | New Haven            | Nelson       | city   | 850        | 875            |
| 287 | Newport              | Campbell     | city   | 17020      | 15580          |
| 288 | Nicholasville        | Jessamine    | city   | 20183      | 25854          |
| 289 | Norbourne Estates    | Jefferson    | city   | 461        | 479            |
| 290 | North Corbin         | Knox         | CDP    | 1662       |                |
| 291 | North Middletown     | Bourbon      | city   | 561        | 1051           |
| 292 | Northfield           | Jefferson    | city   | 971        | 555            |
| 293 | Nortonville          | Hopkins      | city   | 1259       | 1232           |
| 294 | Norwood              | Jefferson    | city   | 395        | 420            |
| 295 | Oak Grove            | Christian    | city   | 7044       | 9457           |
| 296 | Oakbrook             | Boone        | CDP    | 7726       |                |
| 297 | Oakland              | Warren       | city   | 259        | 262            |
| 298 | Old Brownsboro Place | Jefferson    | city   | 384        | 415            |
| 299 | Olive Hill           | Carter       | city   | 1810       | 1816           |
| 300 | Orchard Grass Hills  | Oldham       | city   | 1331       | 1429           |
| 301 | Owensboro            | Daviess      | city   | 54325      | 55398          |
| 302 | Owenton              | Owen         | city   | 1386       | 1476           |
| 303 | Owingsville          | Bath         | city   | 1492       | 1570           |
| 304 | Paducah              | McCracken    | city   | 26252      | 25539          |
| 305 | Paintsville          | Johnson      | city   | 4012       | 4108           |
| 306 | Paris                | Bourbon      | city   | 9199       | 9260           |
| 307 | Park City            | Barren       | city   | 518        | 544            |
| 308 | Park Hills           | Kenton       | city   | 2972       | 2781           |
| 309 | Parkway Village      | Jefferson    | city   | 715        | 734            |
| 310 | Pembroke             | Christian    | city   | 838        | 984            |
| 311 | Perryville           | Boyle        | city   | 762        | 756            |
| 312 | Pewee Valley         | Oldham       | city   | 1449       | 1588           |
| 313 | Phelps               | Pike         | CDP    | 1053       |                |
| 314 | Pikeville            | Pike         | city   | 6381       | 6288           |
| 315 | Pine Knot            | Pike         | CDP    | 1680       |                |
| 316 | Pineville            | Bell         | city   | 2088       | 1980           |
| 317 | Pioneer Village      | Bullitt      | city   | 2536       | 2686           |
| 318 | Pippa Passes         | Knott        | city   | 451        | 446            |
| 319 | Plantation           | Jefferson    | city   | 902        | 941            |
| 320 | Pleasureville        | Henry        | city   | 871        | 874            |
| 321 | Plum Springs         | Warren       | city   | 447        | 473            |
| 322 | Poplar Hills         | Jefferson    | city   | 405        | 417            |
| 323 | Powderly             | Muhlenberg   | city   | 894        | 890            |
| 324 | Prestonsburg         | Floyd        | city   | 3870       | 3846           |
| 325 | Prestonville         | Carroll      | city   | 165        | 174            |
| 326 | Princeton            | Caldwell     | city   | 6525       | 6350           |
| 327 | Prospect             | Jefferson    | city   | 4616       | 5429           |
| 328 | Providence           | Webster      | city   | 3608       | 3472           |
| 329 | Raceland             | Greenup      | city   | 2358       | 2561           |
| 330 | Radcliff             | Hardin       | city   | 21998      | 21933          |
| 331 | Ravenna              | Estill       | city   | 692        | 671            |
| 332 | Raywick              | Marion       | city   | 144        | 150            |
| 333 | Reidland             | McCracken    | CDP    | 4353       |                |
| 334 | Richlawn             | Jefferson    | city   | 454        | 475            |
| 335 | Richmond             | Madison      | city   | 27587      | 32333          |
| 336 | River Bluff          | Oldham       | city   | 404        | 437            |
| 337 | Riverwood            | Jefferson    | city   | 462        | 507            |
| 338 | Robards              | Henderson    | city   | 564        | 556            |
| 339 | Rochester            | Butler       | city   | 186        | 187            |
| 340 | Rockport             | Ohio         | city   | 334        | 342            |
| 341 | Rolling Fields       | Jefferson    | city   | 648        | 697            |
| 342 | Rolling Hills        | Jefferson    | city   | 907        | 954            |
| 343 | Russell              | Greenup      | city   | 3633       | 3573           |
| 344 | Russell Springs      | Russell      | city   | 2415       | 2556           |
| 345 | Russellville         | Logan        | city   | 7154       | 7275           |
| 346 | Ryland Heights       | Kenton       | city   | 828        | 818            |
| 347 | Sacramento           | McLean       | city   | 518        | 505            |
| 348 | Sadieville           | Scott        | city   | 265        | 310            |
| 349 | Salem                | Livingston   | city   | 768        | 751            |
| 350 | Salt Lick            | Bath         | city   | 343        | 353            |
| 351 | Salyersville         | Magoffin     | city   | 1602       | 1572           |
| 352 | Sanders              | Carroll      | city   | 247        | 256            |
| 353 | Sandy Hook           | Elliott      | city   | 680        | 710            |
| 354 | Sardis               | Mason        | city   | 149        | 183            |
| 355 | Science Hill         | Pulaski      | city   | 634        | 665            |
| 356 | Scottsville          | Allen        | city   | 4328       | 4545           |
| 357 | Sebree               | Webster      | city   | 1560       | 1535           |
| 358 | Seneca Gardens       | Jefferson    | city   | 699        | 731            |
| 359 | Sharpsburg           | Bath         | city   | 303        | 311            |
| 360 | Shelbyville          | Shelby       | city   | 10126      | 11173          |
| 361 | Shepherdsville       | Bullitt      | city   | 8434       | 9111           |
| 362 | Shively              | Jefferson    | city   | 15164      | 16089          |
| 363 | Silver Grove         | Campbell     | city   | 1214       | 1160           |
| 364 | Simpsonville         | Shelby       | city   | 1287       | 1420           |
| 365 | Slaughters           | Webster      | city   | 238        | 235            |
| 366 | Smithfield           | Henry        | city   | 102        | 101            |
| 367 | Smithland            | Livingston   | city   | 401        | 389            |
| 368 | Smiths Grove         | Warren       | city   | 782        | 763            |
| 369 | Somerset             | Pulaski      | city   | 11416      | 12320          |
| 370 | Sonora               | Hardin       | city   | 359        | 333            |
| 371 | South Carrollton     | Muhlenberg   | city   | 184        | 182            |
| 372 | South Park View      | Jefferson    | city   | 196        | 221            |
| 373 | South Shore          | Greenup      | city   | 1223       | 1243           |
| 374 | South Wallins        | Harlan       | CDP    | 996        |                |
| 375 | Southgate            | Campbell     | city   | 3472       | 3296           |
| 376 | Sparta               | Gallatin     | city   | 206        | 208            |
| 377 | Spring Mill          | Jefferson    | city   | 384        | 406            |
| 378 | Spring Valley        | Jefferson    | city   | 669        | 725            |
| 379 | Springfield          | Washington   | city   | 2731       | 2863           |
| 380 | St. Charles          | Hopkins      | city   | 309        | 307            |
| 381 | St. Matthews         | Jefferson    | city   | 17311      | 18170          |
| 382 | St. Regis Park       | Jefferson    | city   | 1521       | 1611           |
| 383 | Stamping Ground      | Scott        | city   | 572        | 661            |
| 384 | Stanford             | Lincoln      | city   | 3430       | 3433           |
| 385 | Stanton              | Powell       | city   | 3039       | 3137           |
| 386 | Stearns              | McCreary     | CDP    | 1586       |                |
| 387 | Strathmoor Manor     | Jefferson    | city   | 333        | 344            |
| 388 | Strathmoor Village   | Jefferson    | city   | 655        | 675            |
| 389 | Sturgis              | Union        | city   | 2047       | 1935           |
| 390 | Sycamore             | Jefferson    | city   | 159        | 277            |
| 391 | Taylor Mill          | Kenton       | city   | 6917       | 6744           |
| 392 | Taylorsville         | Spencer      | city   | 1022       | 1208           |
| 393 | Ten Broeck           | Jefferson    | city   | 130        | 175            |
| 394 | Thornhill            | Jefferson    | city   | 175        | 186            |
| 395 | Tompkinsville        | Monroe       | city   | 2655       | 2634           |
| 396 | Trenton              | Todd         | city   | 419        | 423            |
| 397 | Union                | Boone        | city   | 2921       | 3537           |
| 398 | Uniontown            | Union        | city   | 1061       | 1026           |
| 399 | Upton                | Hardin       | city   | 659        | 617            |
| 400 | Vanceburg            | Lewis        | city   | 1751       | 1707           |
| 401 | Versailles           | Woodford     | city   | 7750       | 7818           |
| 402 | Vicco                | Perry        | city   | 317        | 314            |
| 403 | Villa Hills          | Kenton       | city   | 7945       | 7729           |
| 404 | Vine Grove           | Hardin       | city   | 4165       | 4188           |
| 405 | Wallins Creek        | Harlan       | city   | 255        | 235            |
| 406 | Walton               | Boone        | city   | 2493       | 2983           |
| 407 | Warfield             | Martin       | city   | 285        | 261            |
| 408 | Warsaw               | Gallatin     | city   | 1855       | 1803           |
| 409 | Water Valley         | Graves       | city   | 317        | 321            |
| 410 | Watterson Park       | Jefferson    | city   | 982        | 1159           |
| 411 | Waverly              | Union        | city   | 296        | 281            |
| 412 | Wayland              | Floyd        | city   | 297        | 290            |
| 413 | Wellington           | Jefferson    | city   | 561        | 581            |
| 414 | West Buechel         | Jefferson    | city   | 1317       | 1443           |
| 415 | West Liberty         | Morgan       | city   | 3285       | 3338           |
| 416 | West Point           | Hardin       | city   | 1099       | 988            |
| 417 | Westwood             | Boyd         | CDP    | 4888       |                |
| 418 | Westwood             | Jefferson    | city   | 612        | 648            |
| 419 | Wheatcroft           | Webster      | city   | 173        | 171            |
| 420 | Wheelwright          | Floyd        | city   | 1042       | 1029           |
| 421 | White Plains         | Hopkins      | city   | 797        | 791            |
| 422 | Whitesburg           | Letcher      | city   | 1599       | 1489           |
| 423 | Whitesville          | Daviess      | city   | 629        | 593            |
| 424 | Whitley City         | McCreary     | CDP    | 1111       |                |
| 425 | Wickliffe            | Ballard      | city   | 796        | 793            |
| 426 | Wilder               | Campbell     | city   | 2627       | 2951           |
| 427 | Wildwood             | Jefferson    | city   | 247        | 263            |
| 428 | Williamsburg         | Whitley      | city   | 4979       | 5180           |
| 429 | Williamstown         | Grant        | city   | 3248       | 3486           |
| 430 | Willisburg           | Washington   | city   | 350        | 368            |
| 431 | Wilmore              | Jessamine    | city   | 5900       | 5915           |
| 432 | Winchester           | Clark        | city   | 16725      | 16572          |
| 433 | Windy Hills          | Jefferson    | city   | 2482       | 2673           |
| 434 | Wingo                | Graves       | city   | 587        | 594            |
| 435 | Woodburn             | Warren       | city   | 327        | 346            |
| 436 | Woodbury             | Butler       | city   | 87         | 87             |
| 437 | Woodland Hills       | Jefferson    | city   | 657        | 708            |
| 438 | Woodlawn             | Campbell     | city   | 267        | 251            |
| 439 | Woodlawn Park        | Jefferson    | city   | 1033       | 1092           |
| 440 | Woodlawn-Oakdale     | McCracken    | CDP    | 4937       |                |
| 441 | Worthington          | Greenup      | city   | 1671       | 1674           |
| 442 | Worthington Hills    | Jefferson    | city   | 1595       | 1687           |
| 443 | Worthville           | Carroll      | city   | 216        | 225            |
| 444 | Wurtland             | Greenup      | city   | 1048       | 1048           |